# كريستي فيليبس
كريستي فيليبس (بالإنجليزية: Kristie Phillips)‏ هي لاعبة جمباز فني أمريكية، ولدت في 23 مارس 1972.

## وصلات خارجية
- كريستي فيليبس على موقع IMDb (الإنجليزية)
- كريستي فيليبس على موقع قاعدة بيانات الفيلم (الإنجليزية)